# 11012 Henning
11012 Henning è un asteroide della fascia principale. Scoperto nel 1982, presenta un'orbita caratterizzata da un semiasse maggiore pari a 2,5913188 UA e da un'eccentricità di 0,1279690, inclinata di 3,69936° rispetto all'eclittica.